# Jacques Lesourne
Jacques Lesourne (né le 26 décembre 1928 à La Rochelle et mort le 1er mars 2020 à Paris,) est un économiste français et directeur de 1991 à 1994 du quotidien Le Monde.

## Biographie

### Formation
Ancien élève de l'École polytechnique (promotion 1948, dont Jacques Lesourne est sorti major), et de l'École des mines de Paris (sorti en 1953, major sur dix élèves corpsards), il a eu notamment comme professeur Maurice Allais, prix Nobel, qui l'a fortement influencé. 

### Carrière
Jacques Lesourne a été chef du service économique aux Charbonnages de France (1954-1957), en même temps que professeur d'économie à l'Ecole des mines de Saint-Etienne (1956-1959). 
Il crée la Sema dont il est le directeur général et président du groupe (1958-1975). Au sein de cette entreprise furent réalisées certaines des toutes premières études françaises de prospective. 
Se tournant vers des activités académiques, il a été directeur du projet Interfuturs à l'OCDE (1976-1979). Professeur d'économie (1974-1998) au Conservatoire national des arts et métiers (CNAM), il y est élu titulaire de la chaire d’Économie et Statistique industrielles en 1974. Il est directeur d’enseignement à l’Institut Auguste Comte de 1979 à 1981 aux côtés, notamment, de Jérôme Monod. Il a présidé notamment l'Association française de science économique (1981-1983) et le comité d'orientation de l'opération FutuRIS à l'Association nationale de la recherche technique. 
Membre d'X-Démographie, économie, population jusqu'en 1997, il est membre fondateur de l'Académie des technologies (2000). Professeur émérite au CNAM, il préside également l'association Futuribles.
Il a publié de nombreux ouvrages d'économie et de prospective. Ses premiers ouvrages d'économie (Technique économique et gestion industrielle en 1958, Le calcul économique en 1964) présentent la théorie économique standard, avec une orientation pratique vers l'économie industrielle. Son apport plus original à la Science économique prend sa source dans la théorie des systèmes, exposée dans son ouvrage Les systèmes du destin (1976). Avec une petite équipe de recherche au Conservatoire National des Arts et Métiers (Gilbert Laffond, Helene Salmona-Caron, Eric Renault, Marc Beveraggi, Jean-François Laslier), il développe une théorie micro-économique de l'auto-organisation, exposée dans L'économie de l'ordre et du désordre (1991) puis dans les Leçons de micro-économie évolutionniste (2002).
De 1991 à 1994, il dirige le quotidien Le Monde.
Il se prononce en faveur du Oui au référendum sur la Constitution de l'Union européenne de 2005, allant jusqu'à estimer qu'un Non « serait pour la France et l'Europe la plus grande catastrophe depuis les désastres engendrés par l'arrivée de Hitler au pouvoir. »
Le 31 décembre 2008, il est élevé au grade de commandeur de la Légion d'honneur sur le contingent de la présidence de la République.
L'Académie des sciences morales et politiques lui décerne le prix Zerilli-Marimo en 2009 pour l’ensemble de son œuvre.
Il est nommé au Conseil du Centre d'études prospectives et d'informations internationales par décret du 6 novembre 2010.
Jacques Lesourne meurt le 1er mars 2020 à Paris, à l'âge de 91 ans.

## Ouvrages
- Jacques Lesourne (préf. Maurice Allais), Technique économique et gestion industrielle, Paris, Dunod, 1958 (réimpr. 1960), XLIV-627 p.
- (en) Jacques Lesourne (trad. Scripta Technica), Economic analysis and industrial managemen, Englewood Cliffs, N. J., Prentice-Hall, 1963, 631 p.
- Jacques Lesourne, Le calcul économique, Paris, Dunod, 1964 (réimpr. 1972), II-252 p.
- Jacques Lesourne, L'étude économique dans l'entreprise : un rouage essentiel de la gestion, Verviers, Gérard et Co, 1965, 200 p.
- Jacques Lesourne, Du bon usage de l'étude économique dans l'entreprise, Paris, Dunod, 1966, IV-174 p.
- Jacques Lesourne, Modèles de croissance des entreprises, Paris, Dunod, 1973, 400 p. (ISBN 2-04-011251-0)
- Richard Armand, Robert Lattès et Jacques Lesourne, Une nouvelle industrie, la matière grise, Paris, Denoël-Gonthier, 1973, 250 p.
- Jacques Lesourne, Les Systèmes du destin, Paris, Dalloz, 1976, 449 p. (ISBN 2-247-00324-9)
- Jacques Lesourne, Les Mille sentiers de l'avenir, Paris, Seghers, 1981 (réimpr. 1983), 372 p. (ISBN 2-221-00742-5)
- Jacques Lesourne, Soirs et lendemains de fête : journal d'un homme tranquille, 1981-1984, Paris, R. Laffont, 1984, 371 p. (ISBN 2-221-04563-7)
- Jacques Lesourne, Éducation et société : les défis de l'an 2000, Paris, La Découverte, Le Monde, 1988, 357 p. (ISBN 2-7071-1746-3)
- Jacques Lesourne et Bernard Lecomte (collaborateur), L'Après-communisme, Paris, R. Laffont, 1990, 321 p. (ISBN 2-221-06920-X)
- Jacques Lesourne, L'économie de l'ordre et du désordre, Paris, Économica, 1991, 213 p. (ISBN 2-7178-1925-8, lire en ligne)
- Jacques Lesourne, Vérités et mensonges sur le chômage, Paris, O. Jacob, 1995 (réimpr. 1997), 229 p. (ISBN 2-7381-0289-1)
- Jacques Lesourne et Christian Stoffaës, La prospective stratégique d'entreprise : concepts et études de cas, Paris, InterÉditions, 1995 (réimpr. 1996, 1997), 276 p.
- Jacques Lesourne, Le modèle français : grandeur et décadence, Paris, O. Jacob, 1998, 204 p. (ISBN 2-7381-0614-5, lire en ligne)
- Jacques Lesourne, Un homme de notre siècle : de Polytechnique à la prospective et au journal Le Monde, Paris, O. Jacob, 2000, 676 p. (ISBN 2-7381-0822-9, lire en ligne)
- Jacques Lesourne et Christian Stoffaës, La prospective stratégique d'entreprise : de la réflexion à l'action, Paris, Dunod, 2001, VI-406 p. (ISBN 2-10-005286-1)
- Jacques Lesourne, André Orléan et Bernard Walliser, Leçons de microéconomie évolutionniste, Paris, O. Jacob, 2002, 260 p. (ISBN 2-7381-1186-6, lire en ligne)
- Jacques Lesourne, Démocratie, marché, gouvernance : quels avenirs, Paris, O. Jacob, 2004, 236 p. (ISBN 2-7381-1486-5, lire en ligne)
- Jacques Lesourne, Les crises et le XXIe siècle, Paris, O. Jacob, 2009, 345 p. (ISBN 978-2-7381-2280-3, BNF 41462542, lire en ligne)
- Jacques Lesourne et Denis Randet (préf. Jean-François Dehecq), La recherche et l'innovation en France : FutuRIS 2009, Paris, O. Jacob, 2009, 446 p. (ISBN 978-2-7381-2363-3, lire en ligne)
- Jacques Lesourne, Un temps d'immobilité : journal 2000-2005, Paris, l'Harmattan, 2009, 328 p. (ISBN 978-2-296-07762-1, lire en ligne)
- Robert Dautray et Jacques Lesourne, L'humanité face au changement climatique, Paris, O. Jacob, 2009, 319 p. (ISBN 978-2-7381-2358-9, lire en ligne)
- Jacques Lesourne, L'Europe à l'heure de son crépuscule ? : essai de prospective, Paris, O. Jacob, 2013, 220 p. (ISBN 978-2-7381-3056-3)
- Jacques Lesourne, Les chemins de l'avenir, une approche pragmatique : les humains, les États et le monde, Paris, O. Jacob, 2017, 323 p. (ISBN 978-2-7381-3800-2)